# Szpiglasowa Szczerbina
Szpiglasowa Szczerbina (słow. Hrubá štrbina, niem. Löchriges Scharte, węg. Liptói-rés) – położona na wysokości ok. 2115 m przełęcz w grani głównej Tatr Wysokich, w odcinku zwanym Szpiglasową Granią. Znajduje się w niej pomiędzy turniczką Szpiglasowy Ząb (2120 m) i bliźniaczo do niej podobną Szpiglasową Turniczką (2125 m).
Szpiglasową Granią biegnie granica polsko-słowacka. Północno-wschodnie stoki Szpiglasowej Szczerbiny opadają do polskiej Dolinki za Mnichem, południowo-zachodnie do słowackiej Doliny Ciemnosmreczyńskiej. 
Od słowackiej strony można łatwo wyjść na Szpiglasową Szczerbinę (0 w skali tatrzańskiej). Przy przejściu granią na przełączkę schodzi się trawiastym żlebkiem i niezbyt stromą płytą. Z przełączki jest najłatwiejsze wyjście na obydwie wznoszące się nad nią turniczki. Obecnie jednak Szpiglasowa Grań i jej ściany są wyłączone z uprawiania turystyki i taternictwa. 

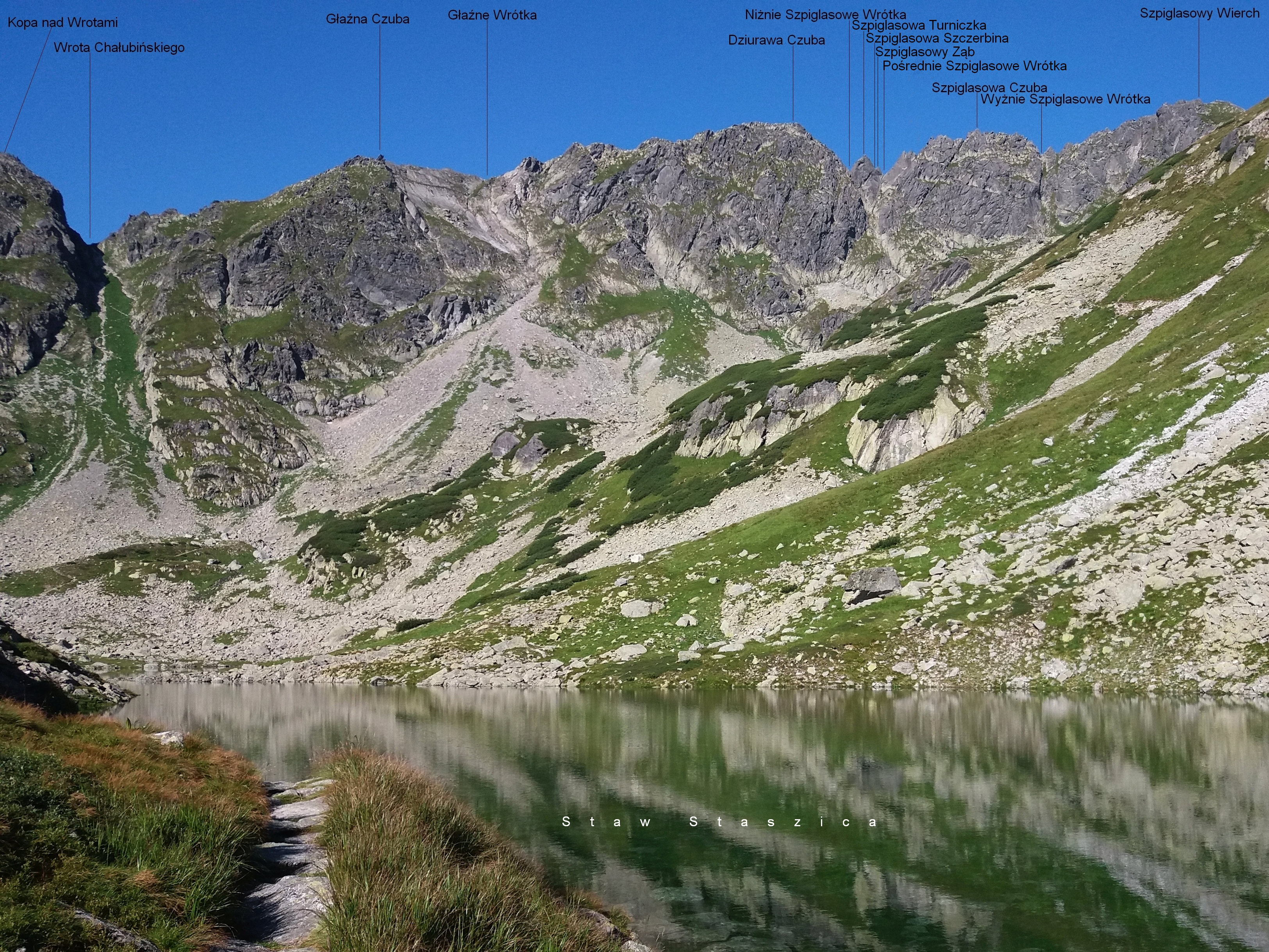
Widok z Dolinki za Mnichem